# Krasnoarmiejskoje (Czuwaszja)
Krasnoarmiejskoje (ros. Красноармейское) – wieś (sieło) w Rosji, w Czuwaszji, ośrodek administracyjny rejonu krasnoarmiejskiego. W 2010 liczyła 4271 mieszkańców.